# Công giáo tại Ba Lan
Có 41 giáo phận Công giáo của Giáo hội Công giáo nghi lễ Latinh và hai giáo phận của Giáo hội Công giáo Đông phương tại Ba Lan. Các giáo phận này bao gồm khoảng 10.000 giáo xứ và các dòng tu. Có 33 triệu người Công giáo (dữ liệu bao gồm số trẻ sơ sinh được rửa tội). Giáo chủ của Giáo hội Ba Lan là Tổng giám mục Wojciech Polak, Tổng giám mục Tổng giáo phận Gniezno. Theo nhân khẩu học năm 2015, 92,9% dân số Ba Lan là tín hữu Công giáo Rôma.

## Lịch sử
Kể từ khi Ba Lan chính thức tiếp nhận Kitô giáo nghi lễ Latinh vào năm 966, Giáo hội Công giáo đã đóng một vai trò quan trọng về tôn giáo, văn hóa và chính trị tại quốc gia này. Ba Lan là quốc gia Công giáo nổi bật về văn hóa so với nước láng giềng Đức, đặc biệt là miền đông và miền bắc nước Đức, chủ yếu là tín hữu Tin Lành, và các quốc gia ở phía đông, nơi dân chúng theo Chính thống giáo. Trong thời kỳ áp bức của ngoại quốc đối với Ba Lan, Giáo hội Công giáo đóng vai trò là một tổ chức đấu tranh nhằm bảo vệ văn hóa Ba Lan trong cuộc đấu tranh giành độc lập và sự tồn vong của quốc gia. Ví dụ, tu viện Ba Lan ở Częstochowa, nơi chống lại thành công một cuộc bao vây trong cuộc xâm lược Ba Lan của Thụy Điển vào thế kỷ 17, đã trở thành một biểu tượng của sự kháng cự của quốc gia đối với việc bị xâm chiếm lãnh thổ. Việc thành lập chế độ cộng sản do Liên Xô kiểm soát hậu chiến tranh thế giới thứ II cho phép Giáo hội tiếp tục hoàn thành vai trò này, mặc dù các cáo buộc gần đây cho thấy có một số sự hợp tác nhỏ giữa giáo sĩ Công giáo Ba Lan và chế độ này.
Mật nghị Hồng y tháng 10 năm 1978, chọn Hồng y người Ba Lan Karol Wojtyła trở thành Giáo hoàng Gioan Phaolô II càng củng cố mối quan hệ giữa giáo hội và quốc gia. Các chuyến thăm của giáo hoàng đến Ba Lan đã làm sống lại tinh thần cho phe đối lập chống chế độ Xô Viết. Việc phong chân phước cho Gioan Phaolô II vào năm 2011 và tuyên thánh 3 năm sau đó càng làm tăng thêm niềm tự hào và niềm vui cho người dân Ba Lan. Vào năm 2013, Giáo hoàng Phanxicô đã tuyên bố rằng Ngày Giới trẻ Thế giới, tập hợp những người trẻ Công giáo lớn nhất thế giới, sẽ được tổ chức tại Kraków, Ba Lan vào năm 2016.

## Các giáo phận thuộc Giáo hội Latinh

Bản đồ các giáo phận thuộc Giáo hội Latinh tại Ba Lan

- Tổng giáo phận Białystok, Bialostocensis (1)
  - Giáo phận Drohiczyn, Drohiczinensis (2)
  - Giáo phận Łomża, Lomzensis (3)
- Tổng giáo phận Kraków, Cracoviensis (4)
  - Giáo phận Bielsko–Żywiec, Bielscensis-Zyviecensis (5)
  - Giáo phận Kielce, Kielcensis (6)
  - Giáo phận Tarnów, Tarnoviensis (7)
- Tổng giáo phận Częstochowa, Czestochoviensis (8)
  - Giáo phận Radom, Radomensis (9)
  - Giáo phận Sosnowiec, Sosnoviensis (10)
- Tổng giáo phận Gdańsk, Gedanensis (11)
  - Giáo phận Pelplin, Pelplinensis (12)
  - Giáo phận Toruń, Thoruniensis (13)
- Tổng giáo phận Gniezno, Gnesnensis (14)
  - Giáo phận Bydgoszcz, Bydgostiensis (15)
  - Giáo phận Włocławek, Vladislaviensis (16)
- Tổng giáo phận Katowice, Katovicensis (17)
  - Giáo phận Gliwice, Glivicensis (18)
  - Giáo phận Opole, Opoliensis (19)
- Tổng giáo phận Łódź, Lodziensis (20)
  - Giáo phận Łowicz, Lovicensis (21)
- Tổng giáo phận Lublin, Lublinensis (22)
  - Giáo phận Sandomierz, Sandomiriensis (23)
  - Giáo phận Siedlce, Siedlecensis (24)
- Tổng giáo phận Poznań, Posnaniensis (25)
  - Giáo phận Kalisz, Calissiensis (26)
- Tổng giáo phận Przemyśl, Premisliensis (27)
  - Giáo phận Rzeszów, Rzeszoviensis (28)
  - Giáo phận Zamość-Lubaczów, Zamosciensis-Lubaczoviensis (29)
- Tổng giáo phận Szczecin-Kamień, Sedinensis-Caminensis (30)
  - Giáo phận Koszalin-Kołobrzeg, Coslinensis-Colubreganus (31)
  - Giáo phận Zielona Góra-Gorzów Wielkopolski, Viridimontanensis-Gorzoviensis (32)
- Tổng giáo phận Warmia (Olsztyn), Varmiensis (33)
  - Giáo phận Elbląg, Elbingensis (34)
  - Giáo phận Ełk, Liccanensis (35)
- Tổng giáo phận Warsaw, Varsaviensis (36)
  - Giáo phận Płock, Plocensis (37)
  - Giáo phận Warsaw-Praga, Varsaviensis-Pragensis (38)
- Tổng giáo phận Wrocław, Vratislaviensis (39)
  - Giáo phận Legnica, Legnicensis (40)
  - Giáo phận Świdnica, Suidniciensis (41)

## Các giáo phận thuộc Giáo hội Công giáo Hy Lạp Ukraina

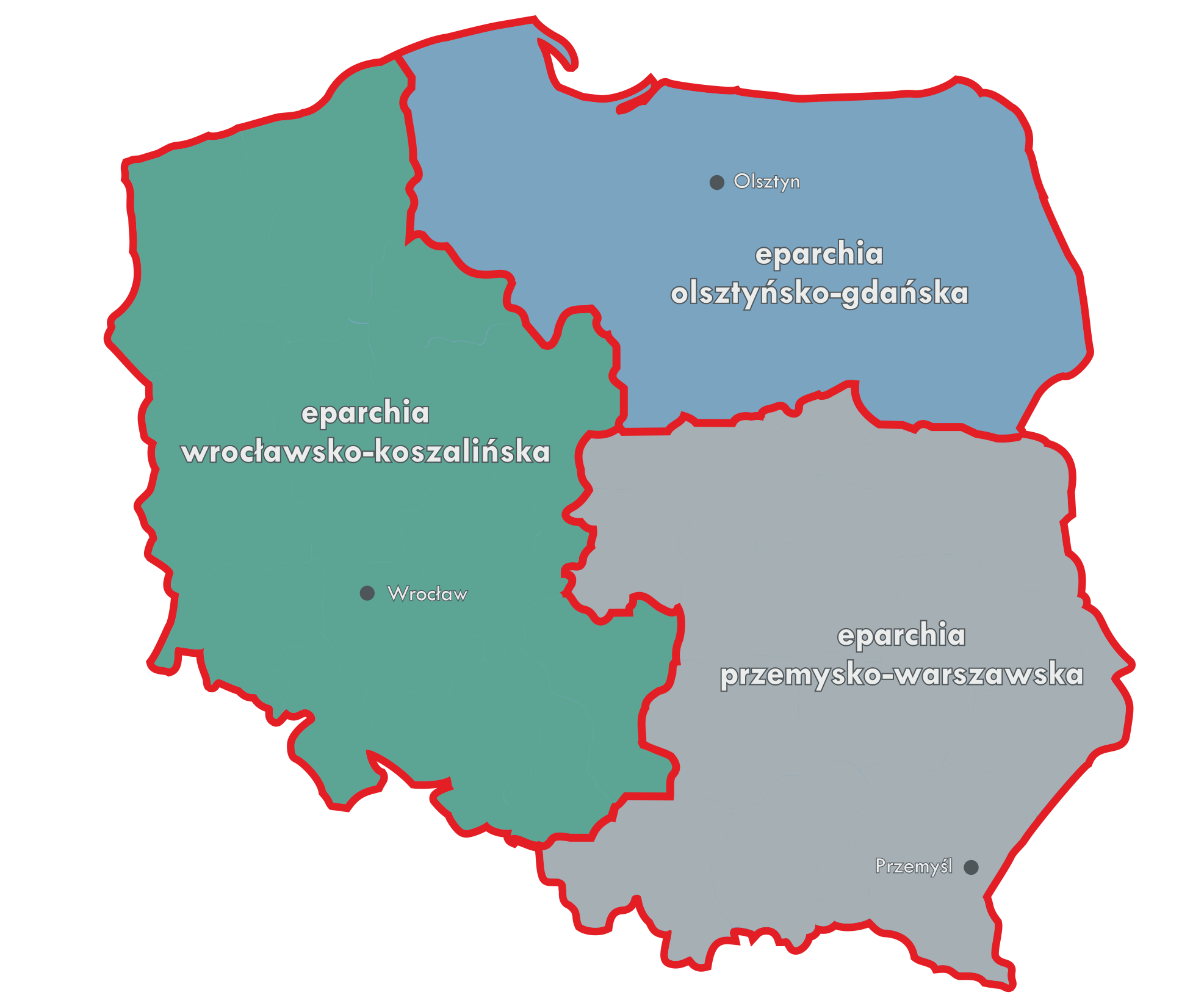
Bản đồ các giáo phận thuộc Giáo hội Công giáo Hy Lạp Ukraina tại Ba Lan

- Tổng giáo phận Przemyśl–Warsaw
  - Giáo phận Olsztyn–Gdańsk
  - Giáo phận Wrocław-Koszalin

## Các khu vực tài phán khác
- Giáo hạt Quân đội Ba Lan
- Giáo hạt dành cho tín hữu Công giáo Đông phương tại Ba Lan